# Canal 9 (Comodoro Rivadavia)
El Canal 9 de Comodoro Rivadavia, conocido como AZM TV, es un canal de televisión argentino que transmite desde la ciudad de Comodoro Rivadavia. El canal se llega a ver en parte del sur de la Provincia del Chubut y zonas aledañas a través de repetidoras. Es operado por Grupo Azul Media.

## Historia
El 10 de octubre de 1963, mediante el Decreto 9060, el Poder Ejecutivo Nacional adjudicó a la empresa Comodoro Rivadavia S.C.T.R. (en ese entonces en proceso de formación y conformada por 5  personas) una licencia para explotar la frecuencia del Canal 9 de la ciudad de Comodoro Rivadavia, provincia del Chubut; Sin embargo, los mismos socios fundadores eran dueños de la misma licenciataria (reconvertida en Comodoro Rivadavia TV S.C.C.T.R. en 1964).

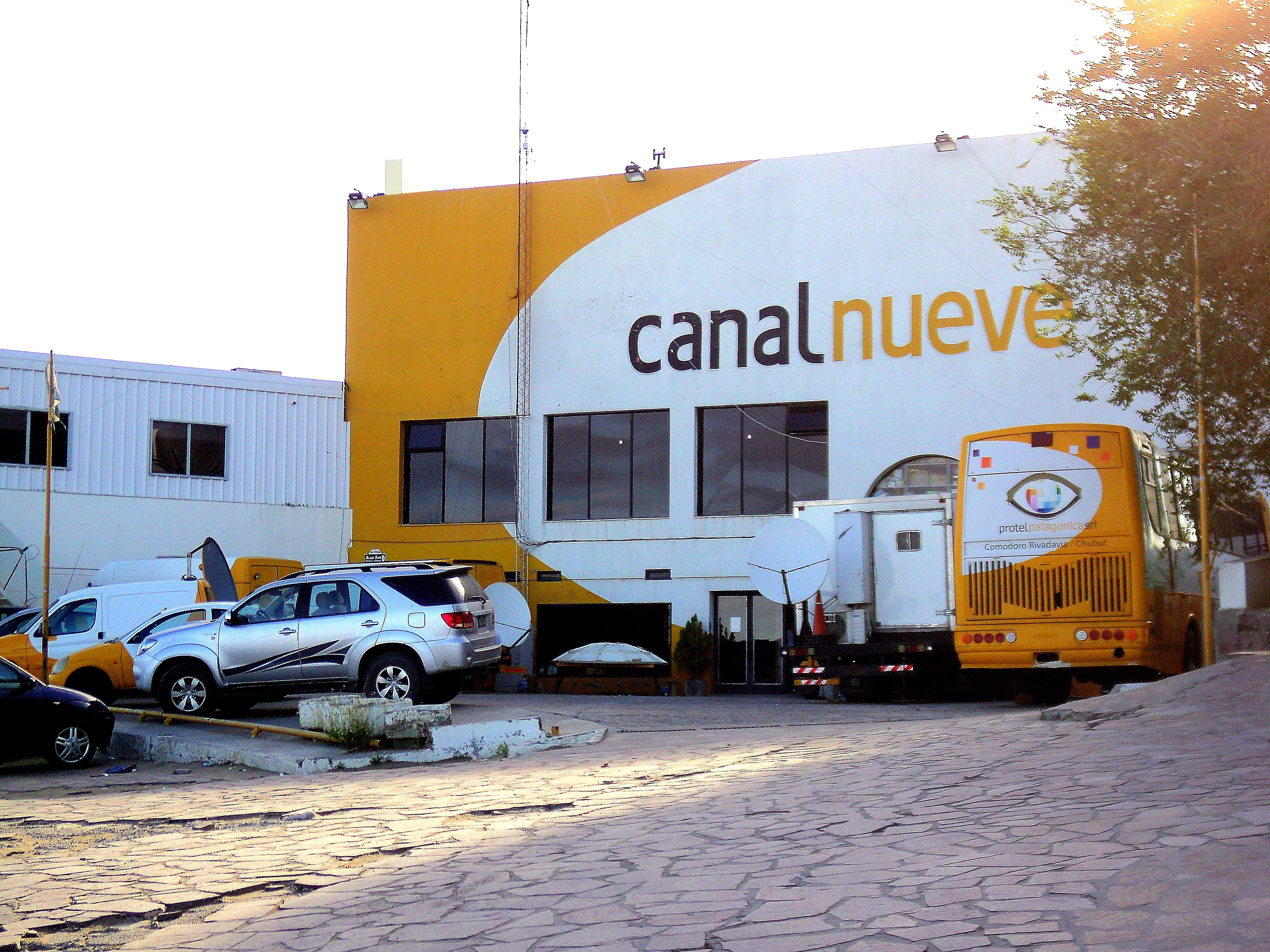
Instalaciones del canal sobre la ruta, hoy ocupadas por otra empresa.

La licencia inició sus transmisiones regulares el 21 de septiembre de 1964 como LU 83 TV Canal 9 de Comodoro Rivadavia.

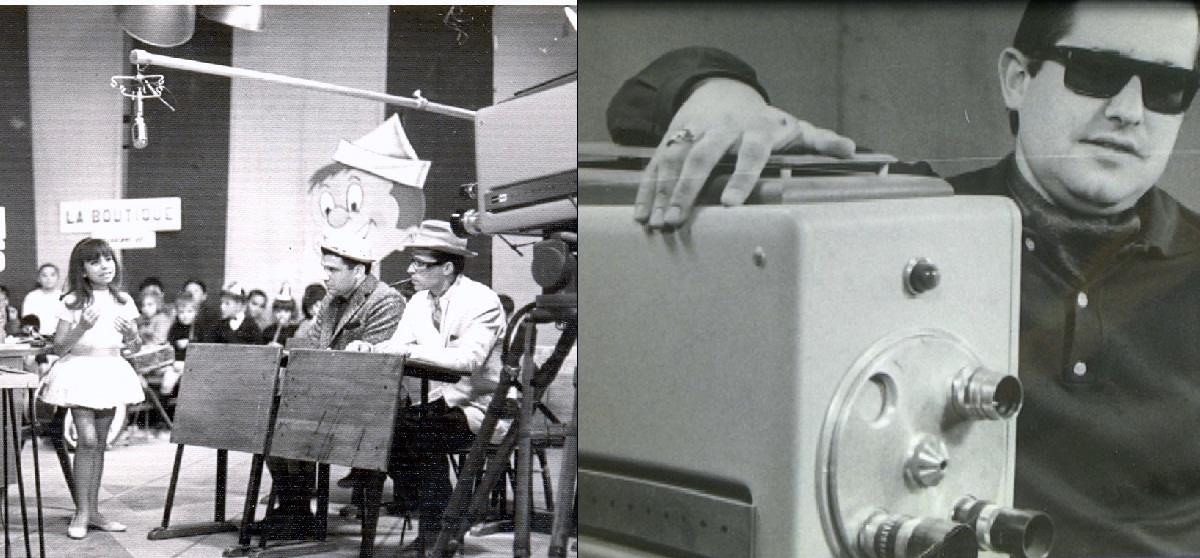
Presentación en Canal 9 de La Legión de los Pibes (izquierda) y Antúnez junto a la primera cámara de la señal (derecha).

Asimismo, fue emitido con el Himno Nacional Argentino. Asistieron autoridades de diversas partes de Argentina, se entonó el Himno Nacional y se emitió un discurso grabado del presidente Arturo Umberto Illia. El canal nació cuando no existía el video cable ni el servicio satelital, las primeras imágenes en color en pantalla se realizaron a inicios de la década de 1980, y decenas de referentes periodísticos y culturales de la región desfilaron por su pantalla.
El 12 de noviembre de 1982, mediante el Decreto 1207, el Poder Ejecutivo renovó la licencia conferida del Canal 9.
En mayo de 1985, Canal 9 se convierte en el primer canal de televisión del país que instala un servicio de televisión por cable.
El 30 de julio de 1987, el Comité Federal de Radiodifusión, mediante la Resolución 415, autorizó a instalar una repetidora del canal en Lago Blanco, asignándole el canal 13 en la banda de VHF;
 sin embargo, el 21 de noviembre de 1989 (a través de la Resolución 2347), le asignó el canal 4.

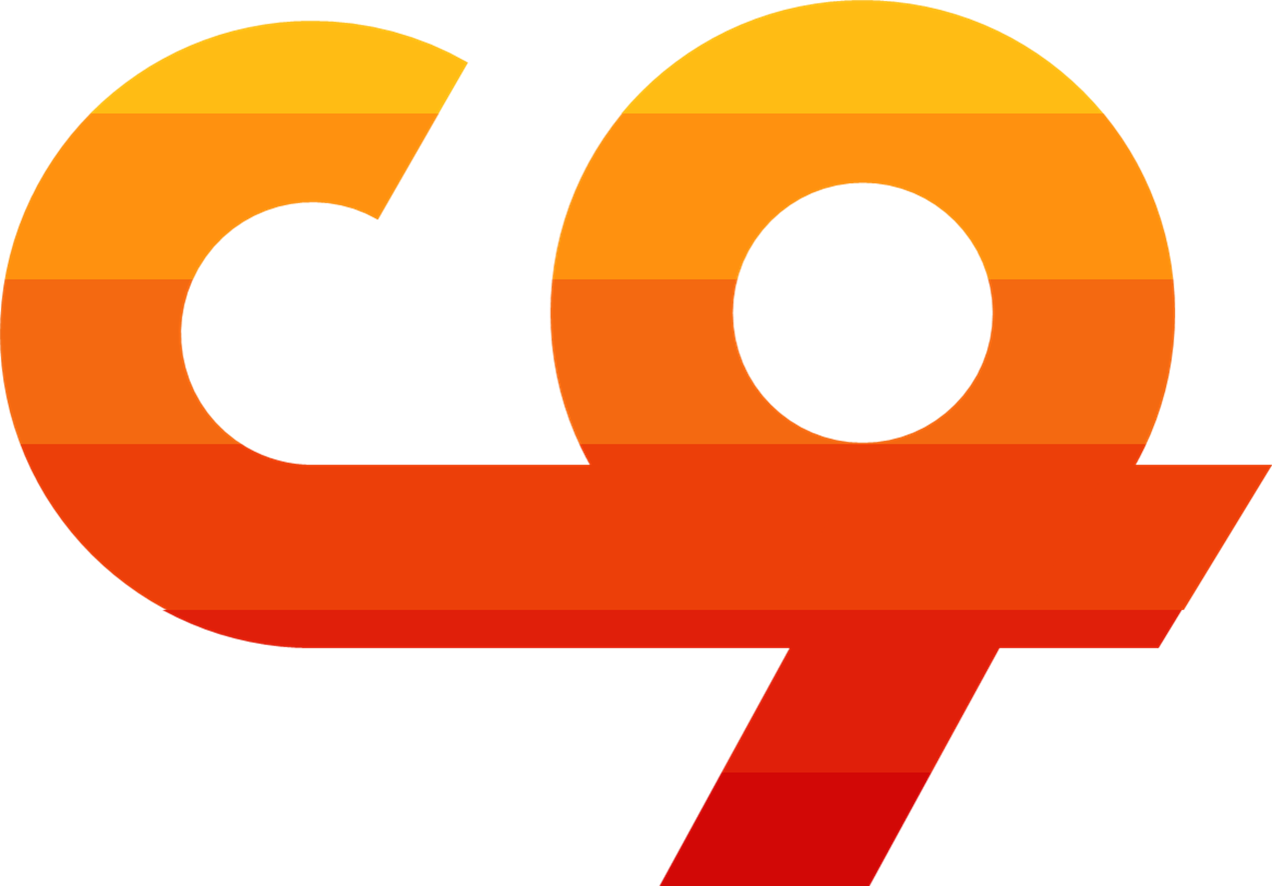
Logo utilizado entre 1990 y 2003.

El 1° de abril de 1992, mediante el Decreto 566, el Poder Ejecutivo Nacional autorizó el ingreso a Comodoro Rivadavia TV S.C.C.T.R. (licenciataria de Canal 9) de Salmerón Armando Picón.
A finales de 2001, un grupo de empleados de Canal 9, formó una productora generadora de contenidos denominada Protel Patagónica SRL; debido a los trabajos realizados por esta productora, fundamentalmente servicios a terceros (gobiernos nacional, provincial y municipal), se logró acercar los fondos suficientes para mantener funcionando el canal hasta la actualidad.
En abril de 2012, el empresario Cristóbal López inició la adquisición del 40% del paquete accionario de Protel Patagónica SRL con la intención de incluirla en su Grupo Indalo. En el mismo periodo de tiempo, el empresario compró una parte de Radio del Mar (FM 98.7 MHz), y la totalidad  del Diario Patagónico. También habría intentado comprar el  Diario Crónica, el otro periódico de esa ciudad petrolera, hecho que no prosperó. La totalidad de las acciones de Protel Patagónica SRL siguen en poder de sus socios fundadores, Luis Nicotra, Rubén Nicotra, Daniel Fasciglione y Belén Sansberro. 
En 2014, los socios de Protel Patagónica SRL iniciaron el procedimiento para la renovación de la licencia de radiodifusión del canal en el marco de los dispuestos por la AFSCA para todos los canales del país. 
En 2016, por el cambio de las mecánicas de difusión tanto del gobierno nacional como del provincial, que descartaron la utilización de los servicios a terceros brindados por la productora, esta se colocó al borde de la quiebra. Con el objetivo de preservar las fuentes laborales, en agosto de ese año, la sociedad se presentó en concurso de acreedores ganando el mismo en enero de 2019. La totalidad de las acciones de la productora y del canal siguen en poder de los cuatro socios fundadores.
Pese al complicado panorama económico que enfrenta la profesión, la productora y el canal continúan en funcionamiento y embarcados en la inevitable renovación tecnológica necesaria para emitir próximamente en HD. 
Al renovarse la licencia el canal se aseguró su funcionamiento hasta 2034.
Desde abril de 2020 bajo la dirección de Daniel Taito, se forma el Grupo Azul Media. Canal 9 y Protel Patagónica se unen al mismo consolidando una única línea editorial  ya no de solo aspectos locales sino regionales.

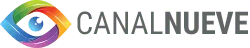
Logo original hasta el cambio de nombre e imagen del canal.

El 13 de agosto de 2021, la señal de Canal 9 está disponible en ARSAT-1. Como consecuencia de este cambio, adoptó el nombre de fantasía «AZM TV Canal 9 de la Patagonia» pero conservando su sigla identificatoria del canal.
El 29 de junio de 2023, el canal dejó de emitir por televisión analógica para realizar la transición a la Televisión Digital Terrestre en el sur argentino, en cumplimiento del decreto 156/2022 del Ente Nacional de Comunicaciones, con el objetivo de migrar hacia la televisión digital terrestre.

## Programación
La señal también posee programación local, entre los que se destacan División Noticias (que es el servicio informativo del canal), Informate (informativo matutino), Patagonia en vivo (programa vespertino), Chubut hoy (actualidad provincial), Chamameceros, Sangre nueva (programa musical), Historias al sur (programa cultural) y Clave política (programa político).

## División Noticias
Es el servicio informativo del canal con principal enfoque en las noticias locales, regionales y nacionales. Actualmente, posee dos ediciones que se emiten de lunes a viernes (a las 13:00 y a las 20:30). Además, también se emite los sábados a las 20:00.

## Repetidoras
Canal 9 cuenta con 4 repetidoras en el sur de la Provincia del Chubut y 2 en el norte de la Provincia de Santa Cruz.
| Canal | Localización de las repetidoras |
| 12    | General Mosconi                 |
| 83    | Las Flores                      |
| 73    | Pampa del Castillo              |
| 13    | Sarmiento                       |

| Canal | Localización de las repetidoras |
| 6     | Cañadón Seco                    |
| 11    | Pico Truncado                   |